# H.M. Konungens stab
H.M. Konungens stab, vilket är en kunglig stab, har till uppgift att stödja kung Carl XVI Gustaf och hovstaterna i försvarsanknuten verksamhet.

## Uppdrag
Stabens chef, som har titeln förste adjutant, har bland annat till uppgift att bistå kungen, kronprinsessan Victoria och prins Carl Philip med vakthavande adjutanter som tjänstgör dygnet runt och hjälper till i såväl privata som officiella sammanhang.
Kungen har tolv adjutanter som tjänstgör en månad i taget och dessutom ett antal överadjutanter som tjänstgör vid ceremoniella tillfällen. År 2004 utsågs tre kvinnliga adjutanter att biträda kronprinsessan i hennes uppdrag. Antalet har därefter stigit till tolv. Prins Carl Philip har två adjutanter.

### Uniformsbestämmelser
Adjutanterna känns igen genom att de bär ägiljett på sin uniform och bär kungliga namnchiffer. Den vakthavande adjutanten hos konungen eller annan kunglig person bär liten ägiljett m/1889.

## Historia
Konungens stab leder sin historia till den tidigare kåren Konungens adjutant- och ordonnansofficerskår.

## Förste adjutanter sedan 1821
Under Karl XIV Johan
- 1821–1824: Överstelöjtnant Mauritz Axel Lewenhaupt
- 1824–1825: Generalmajor Magnus Brahe
- 1825–1828: Generalmajor Palle Römer Fleischer
- 1828–1837: Generalmajor Johan Peter Lefrén
- 1837–1843: Generalmajor Sixten David Sparre

Under Oscar I
- 1843–1858: ?
- 1858–1859: Generalmajor Fabian Wrede

Under Karl XV
- 1859-1867: Generalmajor Fabian Wrede
- 1867–1872: Generalmajor Sven Lagerberg

Under Oscar II
- 1872–1905: General Sven Lagerberg[a]
- 1905–1907: General Hemming Gadd[5]

Under Gustaf V
- 1908–1909: Generalmajor Carl L M Rosenblad, tillförordnad
- 1909–1910: Generallöjtnant Carl Warberg
- 1910–1924: Generallöjtnant Gustaf Uggla
- 1924–1944: Amiral Carl August Ehrensvärd
- 1944–1950: General Olof Thörnell

Under Gustaf VI Adolf
- 1950–1963: Generallöjtnant Hugo Cederschiöld
- 1963–1969: General Thord C:son Bonde
- 1969–1973: Generallöjtnant Gustav Åkerman

Under Carl XVI Gustaf
- 1973–1978: Generallöjtnant Malcolm Murray
- 1978–1986: General Stig Synnergren
- 1986–1990: General Lennart Ljung
- 1990–1997: Amiral Bror Stefenson
- 1997–2003: Generallöjtnant Curt Sjöö
- 2003–2007: Viceamiral Frank Rosenius
- 2007–2018: Generalmajor Håkan Pettersson
- 2018–2023: Generallöjtnant Jan Salestrand
- 2023-20xx: Generalmajor Peder Ohlsson [b]